# 扎利夫基
49°19′23″N 24°41′42″E / 49.32306°N 24.69500°E
扎利夫基（烏克蘭語：Заливки），是烏克蘭西部的村莊，隸屬伊萬諾-弗蘭科夫斯克州的伊萬諾-弗蘭科夫斯克區。該村面積0.83平方公里，2001年人口42，人口密度每平方公里50.4人。